# Municipio de Spring Grove (Dakota del Sur)
El municipio de Spring Grove (en inglés: Spring Grove Township) es un municipio ubicado en el condado de Roberts en el estado estadounidense de Dakota del Sur. En el año 2010 tenía una población de 123 habitantes y una densidad poblacional de 1,31 personas por km².

## Geografía
El municipio de Spring Grove se encuentra ubicado en las coordenadas 45°25′53″N 97°1′42″O / 45.43139, -97.02833. Según la Oficina del Censo de los Estados Unidos, el municipio tiene una superficie total de 94.06 km², de la cual 93,2 km² corresponden a tierra firme y (0,92 %) 0,87 km² es agua.

## Demografía
Según el censo de 2010, había 123 personas residiendo en el municipio de Spring Grove. La densidad de población era de 1,31 hab./km². De los 123 habitantes, el municipio de Spring Grove estaba compuesto por el 21,14 % blancos, el 75,61 % eran amerindios, el 1,63 % eran asiáticos y el 1,63 % eran de una mezcla de razas. Del total de la población el 0,81 % eran hispanos o latinos de cualquier raza.